# Stalna konferencija gradova i opština
Stalna konferencija gradova i opština - Savez gradova i opština Srbije (SKGO) je asocijacija lokalne samouprave. Misija SKGO je da zastupa intererese, pruža usluge i podržava razvoj i unapređenje lokalne samouprave kroz zajedničko delovanje članstva, u skladu sa evropskim standardima.

## Istorijat

### Osnivanje
U Beogradu je, 21. i 22. aprila 1953. godine održana Osnivačka skupština Stalne konferencije gradova i gradskih opština FNRJ. Pored donošenja Odluke o osnivanju i Statuta, kao i izbora organa, doneta je i Odluka o stupanju u članstvo organizacije Međunarodnog saveza gradova (IULA), koji je, na inicijativu Belgijskog nacionalnog saveza, osnovan 1913. godine, iz istih pobuda i na istim principima na kojima je osnovana i Stalna konferencija.
Tom prilikom posebno je naglašeno da je za vreme stare Jugoslavije, od 1927. godine do početka Drugog svetskog rata, postojao i delovao Savez gradova Jugoslavije čiji je osnovni cilj bio borba protiv centralnih vlasti, za gradsku samoupravu. Tako se i rodila ideja o Konferenciji. Dosta dugo je tražen odgovarajući naziv za organizaciju jugoslovenskih gradova i opština, koji bi u najvećoj meri odgovarao njenom karakteru i ciljevima. Želja je bila da se već u samom nazivu izrazi neobaveznost stavova i zaključaka proisteklih iz međusobnih konsultacija, a u isto vreme naglasi kontinuitet i stalnost razmene iskustava. Tako je i došlo do imena Stalna konferencija, a ne savez, udruženje ili tome slično, što bi moglo da označava čvršće i obaveznije oblike udruživanja. 
U svom prvom statutu (koji je potvrdila tadašnja Savezna skupština), Konferencija je proklamovala načela pune dobrovoljnosti učlanjivanja, ravnopravnosti svih članova - velikih i malih opština i gradova, udruživanja i saradnje isključivo na bazi samostalno ocenjenog sopstvenog interesa. Osnovni princip rada svih tela, organa i skupova Konferencije bio je princip dogovaranja i sporazumevanja, konsultativnosti bez nametanja odluka i zaključaka bilo kog foruma članovima organizacije.

### Prve godine
Od samog početka delovanja Stalne konferencije kao konsultativne organizacije jugoslovenskih gradova, godišnje skupštine njenih članova, savetovanja i drugi širi skupovi bili su - pored sednica Predsedništva i stalnih odbora - najvažniji oblici njenog rada. Pored toga, intenzivno je razvijana izdavačko-publicistička delatnost, izdavanjem knjiga, časopisa i biltena, organizovani su razni oblici pojedinačne - neposredne pomoći članovima (odgovori na pitanja, informacije i druge usluge), uspostavljane su i razvijane međunarodne veze i saradnja sa mnogim nacionalnim i međunarodnim organizacijama lokalnih vlasti u cilju razmene iskustava, a razvijani su i drugi oblici rada.
Prvih godina, skupštine SKGOJ su se održavale dva puta, kasnije jednom godišnje, a počev od 1964. godine, one se održavaju svake druge godine. Uvek su bile posvećivane najaktuelnijoj tematici za koju se smatralo da je u tom periodu u centru pažnje opština i gradova.
Asocijacija je, na 6. sednici Skupštine 1956. godine promenila naziv u Stalna konferencija gradova Jugoslavije, a naziv Stalna konferencija gradova i opština Jugoslavije, nosila je od 22. sednice Skupštine, održane 1978. godine, do 33. sednice decembra 2003, kada menja naziv u Stalna konferencija gradova i opština.
Osim izgradnje svog političkog uticaja, SKGOJ je ulagala mnogo napora u komunikaciju sa članstvom i u razvijanje međuopštinske saradnje. Izdavaštvo je smatrano jednim od glavnih zadataka asocijacije. Mesečni časopis „Komuna“, brojne tematske publikacije i prevodi objavljivani su radi što potpunijeg informisanja gradova, opština i šire javnosti o svim aspektima složene problematike od značaja za lokalne vlasti.
U periodu između 1960. i 1990. asocijacija je imala više od 30 zaposlenih. U najvećoj meri je bila finansirana od članarina i prihoda časopisa „Komuna“. Manji deo prihoda dolazio je od javnih preduzeća, kroz tehničku podršku sekcijama SKGOJ.

### Tokom 90-tih godina 20. veka
Tokom devedesetih godina 20. veka, u vreme snažne centralizacije vlasti i uzimanja nadležnosti opštinama, okolnosti u kojima su se nalazile SKGOJ i opštine su se značajno promenile. Asocijacija više nije mogla da pruža opštinama mnoge osnovne usluge.
Istovremeno, na političkoj sceni Srbije i Jugoslavije odigravale su se promene od ključnog značaja za zemlju u celini, a naročito za lokalne vlasti. Posebno 1996. godina je bila prelomna tačka ne samo za gradove i opštine, već i za celo društvo. Režim je na izborima uhvaćen u krađi glasova opozicije. Posle dugog protesta, rezultati izbora su bili priznati i tada je, kao politički odgovor režimu, osnovan Savez slobodnih gradova i opština Srbije (SSGOS), kao institucija opština u rukama opozicije. SSGOS je 1998, nakon dugog procesa registracije, napokon zvanično priznata. Osnivači SSGOS su bili vodeći ljudi iz 35 gradova (u kojima živi oko 60% stanovništva) u kojima su koalicija Zajedno i ostale opozicione stranke dobile izbore. Gradonačelnik Niša Zoran Živković izabran je za predsedavajućeg SSGOS.

### Posle izbora 2000.
Posle izbora 2000. započeo je proces spajanja SSGOS i SKGOJ. Na prvoj radnoj sednici, održanoj 31. oktobra 2000, rukovodioci dve asocijacije postigli su dogovor o zajedničkom daljem radu, odnosno o uključivanju SSGOS u SKGOJ, kao nacionalnu instituciju lokalnih vlasti u Saveznoj Republici Jugoslaviji.
SKGOJ je sazvala sastanak Predsedništva 14. novembra 2000. prvi put posle više godina mirovanja. XXXI Skupština SKGOJ je održana 14. juna 2001. godine. Na njoj su izabrani novi organi SKGOJ. Tom prilikom usvojena je Izjava o misiji i Strategija SKGOJ i osnovano šest odbora. Od tog trenutka, započelo je intenziviranje aktivnosti Konferencije, naročito kroz rad odbora, projekte sa stranim partnerima, obnavljanje saradnje sa međunarodnim organizacijama, pružanje usluga i zastupanje interesa opština. Broj zaposlenih je ponovo u porastu, da bi organizacija i kadrovski mogla da odgovori povećanom obimu poslova.
Nakon proglašenja državne zajednice Srbija i Crna Gora, koja je nasledila dotadašnju Saveznu Republiku Jugoslaviju, na 33. sednici Skupštine SKGOJ u decembru 2003. izmenom Statuta menja se naziv organizacije u Stalna konferencija gradova i opština. Takođe, tada je određeno da su članice SKGO gradovi i opštine Srbije.

## Spoljašnje veze
- Zvanična prezentacija Stalne konferencije gradova i opština (језик: српски)